# 吳椿 (嘉庆進士)
吳椿（1770年—1845年），字蔭華，安徽歙縣人，清朝政治人物。

## 生平
嘉慶七年（1802年）壬戌科二甲進士，選翰林院庶吉士，散館授編修。曾任給事中、福建學政、監察御史、都察院左都御史等職，累遷禮部尚書、戶部尚書，因病免職。吳椿也是消寒詩社（宣南詩社）的創始人之一。